# Jindřich Balcar
Jindřich Balcar (ur. 22 marca 1950 w Jabloncu nad Nysą, zm. 21 listopada 2013 w Libercu) – czechosłowacki skoczek narciarski.
W 1974 wziął udział w mistrzostwach świata. Zajął także 17. miejsce w klasyfikacji końcowej Turnieju Czterech Skoczni 1974/1975 z notą 790,4 pkt. Sezon później był 13. w TCS z notą 820,5 pkt. W 1976 wystartował na igrzyskach olimpijskich, na których uplasował się na 27. pozycji na dużej skoczni z notą 178,1 pkt oraz zwyciężył libereckie zawody Turnieju Czeskiego. W 1977 podczas jazdy na nartach na górze Ještěd uległ wypadkowi, po którym przez siedem lat przyznawano mu rentę. Przeszedł cztery operacje, po których jedna noga była o 7 cm krótsza od drugiej. Wypadek zakończył karierę Balcara.
Zmarł 21 listopada 2013 w Libercu po długiej chorobie. Pogrzeb odbył się 29 listopada 2013 w tym samym mieście.
Miał brata Jaroslava, który także był skoczkiem narciarskim i wystąpił na ZIO 1976 i syna Jana, który również uprawiał skoki narciarskie.